# Tiago Dantas Germano
Tiago Dantas Germano (Picuí, 24 luglio 1982) è uno scrittore e giornalista brasiliano.

## Biografia
Tiago Dantas Germano, conosciuto come Tiago Germano (Picuí, 24 luglio 1982), è uno scrittore e giornalista brasiliano, due volte candidato al Premio Jabuti.
La sua produzione comprende racconti, cronache e romanzi che trattano temi sociali e familiari con sensibilità e profondità. È noto per la sua capacità di esplorare questioni complesse legate alla condizione umana.
Oltre alla carriera di scrittore, lavora come giornalista e collabora con diversi media. Conduce la rubrica radiofonica Clube do Livro su Rádio CBN, in cui promuove la lettura e presenta novità letterarie.

## Opere principali
Tiago Germano è autore di una serie di opere che abbracciano diversi generi letterari, tra cui romanzi, racconti e cronache. Il suo stile letterario distintivo combina sensibilità, profondità e una narrazione coinvolgente, catturando le sfumature della vita quotidiana e le complessità delle relazioni umane.
- Demônios Domésticos (2017): Questo libro di cronache segna l'esordio di Tiago Germano come autore. Raccogliendo cronache pubblicate durante la sua carriera di giornalista, l'opera offre una riflessione acuta su vari aspetti della vita contemporanea, dalle questioni familiari alle osservazioni sociali.[9]
- A Mulher Faminta (2018): In quest'opera, Tiago Germano presenta una narrazione ricca di strati che tratta temi come l'amore, l'identità e la ricerca di significato. Il libro esplora il viaggio emotivo dei suoi personaggi, immergendosi nelle profondità della psiche umana.[8][10]
- Catálogo de Pequenas Espécies (2021): Questa raccolta di racconti presenta una varietà di narrazioni che catturano momenti fugaci della vita ed esplorano le sfumature delle esperienze umane.[11][12]
- O que pesa no Norte (2022): Nel suo romanzo più recente, Tiago Germano affronta questioni familiari e sociali della classe media brasiliana, in particolare del Nordest. La narrazione tratta temi come patriarcato, shock culturale e ricerca di identità, offrendo una riflessione profonda sulle relazioni familiari e i valori trasmessi di generazione in generazione.[6][9]

## Premi e riconoscimenti
Tiago Germano è stato due volte candidato al Premio Jabuti, vincitore del Prêmio Minuano de Literatura e semifinalista del Premio Oceanos nel 2023.